# Любія (Мозирє)
Любія (словен. Ljubija) — поселення в общині Мозирє, Савинський регіон, Словенія. Висота над рівнем моря: 340,2 м.